# L'Antidote
Pour plus de détails, voir Fiche technique et Distribution.
L'Antidote est un film français réalisé par Vincent de Brus, sorti en 2005.

## Synopsis
Jacques-Alain Marty « JAM » est le grand patron de la multinationale Vladis Entreprise. Tout lui réussit. Mais « JAM » a un petit problème : un souci psychologique lié à la concurrence internationale le fait bafouiller, ce qui peut lui poser quelques désagréments, notamment lors de grandes réunions. JAM va donc consulter son psy, qui lui conseille de trouver son antidote par lui-même. Un jour, Jacques-Alain va croiser la route d'un certain André Morin, un simple comptable semblable à n'importe quel autre individu, grâce auquel JAM n'est plus soumis à ses crises d'angoisse. André Morin est-il donc l'Antidote tant espéré ?

## Fiche technique
- Titre : L'Antidote
- Réalisation : Vincent De Brus
- Scénario : Éric Besnard et Jacques Besnard
- Production : Christian Fechner et Hervé Truffaut
- Directeur de Production : Jean-Louis Nieuwbourg
- Budget : 14,17 millions d'euros
- Musique : Germinal Tenas
- Photographie : Laurent Machuel
- Montage : Sylvie Gadmer
- Décors : Franck Benezech
- Costumes : Véronique Perier
- Pays d'origine :  France
- Format : couleur - 2,35:1 - Dolby Digital - 35 mm
- Genre : comédie
- Durée : 107 minutes
- Date de sortie : 30 mars 2005 (Belgique, France)

## Distribution
- Christian Clavier : Jacques-Alain Marty « JAM »
- Jacques Villeret : André Morin
- Agnès Soral : Nadine Marty
- Annie Grégorio : Andrée
- François Levantal : Pierre Verneuil
- Alexandra Lamy : Elisabeth Fréoli
- François Morel : M. Lebrochet
- Pierre Vernier : le « senior »
- Jacques Dynam : le chef de la fabrique de jouets
- Éric Prat : Marc-André de Noyenville
- Judith Magre : Mme Marty mère
- Thierry Lhermitte : Le docteur Morny
- Daniel Russo : Guillaume Marty
- Ken Samuels : Steven Brickman
- Gérard Chaillou : Le professeur Carlier
- Philippe Lelièvre : Gérard, le chauffeur
- Bernard Dhéran : Salanches de Foiry
- Dominic Gould : Andrew
- Warren Zavatta : l'agent de sécurité
- Michel Drucker : lui-même
- Béatrice Schönberg : elle-même
- Sabine Crossen : Emma (figuration, non créditée)
- Karina Marimon : La femme de ménage de Jacques-Alain Marty

## Production

### Tournage
Le tournage a débuté le 27 avril 2004. Les scènes du bureau de Marty ont été tournées au siège d'Alcatel, rue La Boétie à Paris.

## Distinctions
Le film a été nommé deux fois lors de la 1re cérémonie des Gérard du cinéma en 2006, et remporta le Gérard du plus mauvais membre du Splendid pour la prestation de Christian Clavier.

## Autour du film
- Il s'agit du dernier long-métrage de l'acteur Jacques Dynam avant sa mort. Il s'agit également d'un des derniers films avec Jacques Villeret, sorti à titre posthume deux mois après son décès.
- Bernard Dhéran joue ici le père du personnage joué par Agnès Soral comme il l'avait déjà fait sept ans auparavant dans la série télévisée Blague à part.
- Agnès Soral joue ici l'épouse de Jacques-Alain Marty, interprété par Christian Clavier, 19 ans après Twist again à Moscou, où elle jouait la fiancée de Iouri, aussi interprété par Christian Clavier.